# Pimelimyia rufula
Pimelimyia rufula là một loài ruồi trong họ Tachinidae.